# Laureen Nussbaum
Laureen Nussbaum (născută Hannelore Klein; n. 3 august 1927, Frankfurt am Main, Republica de la Weimar) este o lingvistă și scriitoare născută în Germania. Ea este cel mai bine cunoscută ca supraviețuitoare a Holocaustului, ca oratoare pe tema Holocaustului și ca prietenă din copilărie a celebrei memorialiste Anne Frank. Nussbaum este frecvent consultată cu privire la viața și scrierile Annei Frank.
Nussbaum a fost un profesoară de limbi și literaturi străine la Universitatea de Stat din Portland. După pensionare Nussbaum ține conferințe despre Holocaust, Anne Frank și experiența ei în timpul celui de-al Doilea Război Mondial. În perioada cât a lucrat la Portland, ea a devenit, de asemenea, șef al catedrei de limba germană din Departamentul de Limbi Străine. Publicațiile lui Nussbaum referitoare la literatura germană a secolului al XX-lea sunt menționate adesea în mediul academic.

## Prietenia cu Anne Frank
Laureen Nussbaum s-a născut sub numele de Hannelore Klein la Frankfurt, Germania. Pe măsură ce statul german a devenit din ce în ce mai ostil față de evrei, familia Klein s-a mutat de la Frankfurt la Amsterdam în anul 1936. În noul ei cartier, Nussbaum a cunoscut-o pe Anne Frank. Familia Klein și familia Frank erau prietene încă de la Frankfurt, deși Hannelore nu i-a cunoscut pe copiii Frank la acel moment. Hannelore a devenit foarte apropiată de Margot, sora Annei. Copiii au crescut împreună, iar Hannelore și-a amintit că Anne era „vioaie și inteligentă”, deși cele două nu au fost foarte apropiatee. În fapt, Hannelore era „mai degrabă indiferentă” față de Anne, pe care o considera „o vorbăreață zgomotoasă” și „o prichindică”.
După ce Anne și cea mai mare parte a familiei ei au fost uciși, Nussbaum a rămas apropiată de Otto Frank, tatăl Annei și singurul membru supraviețuitor al familiei Annei. Otto a fost cavalerul de onoare la nunta Hannelorei Klein cu Rudi Nussbaum.
Nussbaum a scris despre faptul că au fost publicate diferite variante ale jurnalului Annei Frank, unele cu pagini lipsă și altele doar cu pasaje eliminate. Otto a fost criticat în mass-media pentru modul în care a gestionat manuscrisele, iar Nussbaum a comentat: „ el era încăpățânat și a indus lumea în eroare cu privire la conținut”. Ea a declarat, de asemenea, că „Otto ar trebui să fie felicitat pentru că a fost, probabil, primul care a publicat un document din timpul Holocaustului”.
Întrebată de amintirile pe care le are cu privire la Anne, Nussbaum a declarat în 1995: „Memoria te înșală cu ușurință și memoria mea este influențată, în mod inevitabil, de faptul că ea a devenit atât de faimoasă. Am considerat-o întotdeauna plină de viață și pasionată, dar n-aș fi crezut că ea se va transforma într-o astfel de icoană. Mă tem că icoana a devenit, pentru unii oameni, o sursă de venit și că persoana Annei este ascunsă de această imagine. Ea este o figură simbolică față de care lumea își poate manifesta atât vinovăția, cât și compătimirea”.

## Holocaustul
Familia Klein s-a mutat la Amsterdam în 1936 din cauza creșterii antisemitismului în Germania. Când naziștii au invadat Țările de Jos în 1940, cu toate acestea, evreii au fost excluși din mai multe locuri publice și, în 1942, au fost obligați să poarte pe haine steaua galbenă care să le arate etnia evreiască. La momentul invaziei Nussbaum avea vârsta de paisprezece ani.
Membrii familiei Klein au reușit să obțină acte falsificate, spunând că erau doar în parte evrei, reușind astfel să evite deportarea și moartea într-un lagăr de exterminare. Ei nu au mai trebuit să poarte steaua galbenă pe haine și s-a mutat despre societate fără problemă.
Hannelore l-a cunoscut pe viitorul ei soț Rudi Nussbaum la Amsterdam și a acționat ca persoană de contact pentru el în timp ce el se ascundea. Rudi a refuzat să poarte steaua galbenă și s-a ascuns timp de patru ani în perioada războiului, trăind la țară alături de țărani neerlandezi și în cele din urmă în casa lui Klein. Cei doi s-au căsătorit în 1947, la doi ani după ce războiul a luat sfârșit. Vorbind de această experiență, ea a declarat „nu aș fi ales, la vârsta de 13 sau 14 ani, să am un sentiment profund de obligație că cineva depinde de tine. Dar în toate situațiile din viață, trebuie să se ridici la înălțimea așteptărilor. Am decis că cealaltă persoană era decentă și merită.”

## Viața în America
În 1954, Nussbaum, împreună cu soțul și copiii, au emigrat în Indiana, astfel ca Rudi să-și poată finaliza cercetarea postdoctorată. Hannelore și Rudi au avut trei copii împreună, o fiică și doi fii. După ce a emigrat, ea și-a schimbat prenumele din Hannelore în Laureen.
În 1959, Rudi a obținut un post didactic la Universitatea de Stat din Portland și familia s-a mutat la Portland, Oregon. Laureen Nussbaum a obținut și ea un post la Departamentul de Limbi Străine al Universității din Portland și a condus în cele din urmă catedra de limba germană. După ce a predat cursuri timp de mulți ani, ea a devenit profesor emerit al instituției.
Pe 22 iulie 2011 Rudi Nussbaum a murit după ce a căzut în Aeroportul din Amsterdam, în timp ce soții erau în vacanță. După oficierea serviciului funerar, el a fost incinerat în Țările de Jos. Înmormântarea a fost urmată de o slujbă de pomenire la University Place Hotel and Conference Center din Portland.

## În literatură
Printre cărțile scrise de Nussbaum sunt incluse:
- Assimilationsproblematik in Georg Hermanns letztem Exilroman Der etruskische Spiegel[19]
- The Image of Woman in the Work of Bertolt Brecht[20]
- Verliebt in Holland: ein wichtiges und wechselndes Verhältnis in Georg Hermanns reiferen Jahren[21]

Studiile lui Laureen Nussbaum sunt menționate în zeci de cărți, printre care:
- Anne Frank: The Biography de Melissa Müller[22]
- Anne Frank: Reflections on Her Life and Legacy de Hyman Aaron Enzer și Sandra Solotaroff-Enzer[23]
- Anne Frank Unbound: Media, Imagination, Memory de Barbara Kirshenblatt-Gimblett și Jeffrey Shandler[24]
- Beethoven: The First Biography, 1827 de Johann Aloys Schlosser[25]
- Bertolt Brecht: Centenary Essays de Steve Giles și Rodney Livingstone[26]
- Between Sorrow and Strength: Women Refugees of the Nazi Period de Sibylle Quack[27]
- Constructing a Sociology of Translation de Michaela Wolf și Alexandra Fukari[28]
- German-Jewish Literature in the Wake of the Holocaust: Grete Weil, Ruth Klüger, and the Politics of Address de Pascale R. Bos[29]
- Shedding Light on the Darkness: A Guide to Teaching the Holocaust de Nancy Ann Lauckner[30]
- The Child's View of the Third Reich in German Literature : The Eye Among the Blind de Debbie Pinfold[31]
- The Woman who Knew Too Much: Alice Stewart and the Secrets of Radiation de Gayle Greene[32]
- Theaters of Justice: Judging, Staging, and Working Through in Arendt, Brecht, and Delbo de Yasco Horsman[33]
- Winter Facets: Traces and Tropes of the Cold de Andrea Dortmann[34]
- Women Without a Past?: German Autobiographical Writings and Fascism de Joanne Sayner[35]